# Mông đồng

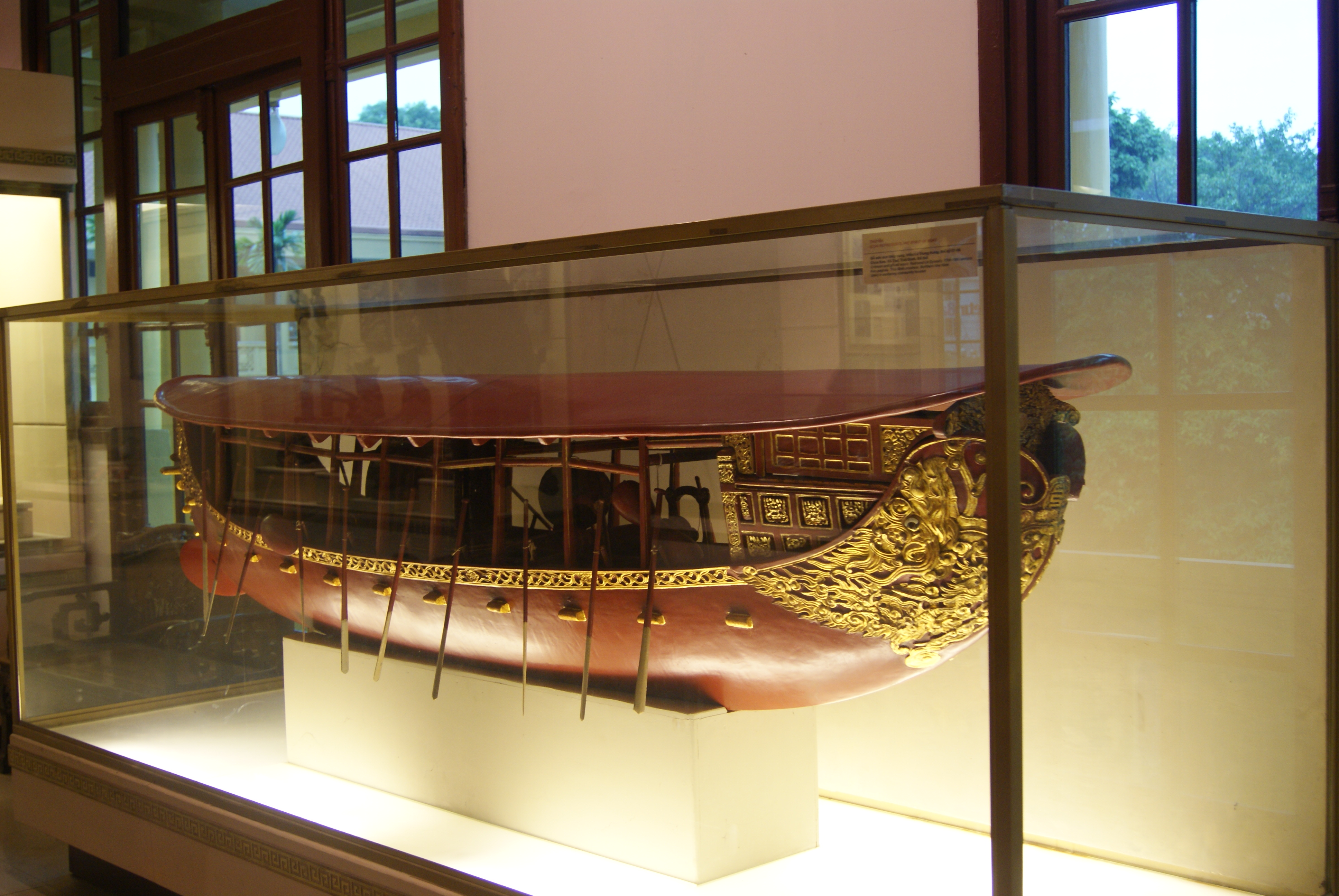
Mô hình tàu chiến "Mông đồng" Đàng Ngoài thời Lê trung hưng

Mông đồng hay Mông đồng thuyền (Chữ Hán: 艨艟船) là một loại thuyền chiến phổ biến và lâu đời của thủy quân phong kiến Việt Nam. Đây là loại thuyền chiến nhỏ, nhanh nhẹn nhưng trang bị đầy đủ, đóng góp lớn lao vào những chiến thắng của Việt Nam thời phong kiến.

## Lịch sử
An Nam chí lược của Lê Tắc cho rằng Đô hộ kinh lược sứ nhà Đường là Trương Châu đã chế ra thuyền mông đồng. Ông muốn cải thiện trang bị khí giới của lực lượng đồn trú nhà Đường vốn mỏng và thiếu, trong khi thuyền bè cũng chỉ có vài mươi chiếc, lại rất chậm chạp. Thuyền mông đồng mới chế ra "mau như gió", khiến cho các nước lân bang nể sợ. Đặc biệt trên thuyền có trang bị máy móc như máy bắn nỏ, chứng tỏ đây là một phương tiện chiến tranh chuyên dụng, đặc chủng.

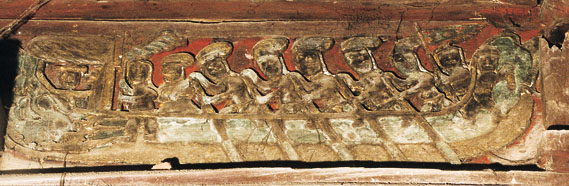
Mông Đồng- chạm gỗ đình Hương Canh

Mông đồng tiếp tục cấu thành bộ phận đáng kể nhất trong thủy quân các triều đại Việt Nam tự chủ. Trần Phu nhà Nguyên nhắc tới loại thuyền đặc sắc này của nước ta trong An Nam tức sự. Ông cũng đề cập người nước ta biến tấu với loại thuyền này rất nhiều, cả về kích thước. Thuyền mông đồng ban đầu chỉ có 25 tay chèo và 23 chiến thủ, đến thời Trần, theo Trần Phu, đã có thuyền mông đồng có cả trăm tay chèo. Ký họa dân gian lẫn của du khách phương Tây thế kỷ 17 cho thấy những chiến hạm đồ sộ này được biên chế song song với các thuyền nhẹ cơ bản.
Thuyền mông đồng tiếp tục được sử dụng đến thời Nguyễn. Mông đồng là một trong số vài loại thuyền được khắc trên Chương Đỉnh ở Huế.

## Cấu tạo

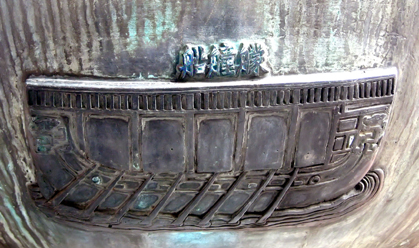
Mông đồng trên Chương Đỉnh

An Nam chí lược ghi chép đại khái về cấu tạo của thuyền này:
'Châu khiến đóng thành kiểu thuyền mông đồng, 32 chiếc, mỗi chiếc chở thủy thủ 25 người, trạo phu 23 người, 2 cây nỏ bắn xe, thuyền chèo tới lui, mau như gió.'
Về cơ bản đây là loại thuyền chèo đáy nông ra vào sông lạch thuận tiện. Cấu trúc phổ biến không có sàn trên như galley của châu Âu, nhưng có thể các thuyền lớn hàng trăm tay chèo mới có sàn. Sập cho chỉ huy nằm phía mũi thuyền, giữa thuyền chất đầy các khí cụ cần thiết. Thuyền có mái gỗ để che tên đạn. Hình ảnh trên Chương Đỉnh cho thấy mái thuyền còn có thể thay thế bằng sàn gỗ để binh lính đứng chiến đấu bên trên. Trần Phu tả lại đuôi thuyền cao vút như cánh uyên ương.
Lê Tắc ghi chép nguyên thủy thuyền có 2 máy nỏ. Mô hình ở chùa Keo thế kỷ 17 cho thấy 2 cây nỏ đã được thay thế bằng 2 đại bác hướng ra phía mạn. Mạn thuyền không có đồ che chắn, nhưng để hở để bắn súng pháo.
Thích Đại Sán ghi trong Hải Ngoại kỷ sự (bản của Viện Đại học Huế, Uỷ ban phiên dịch sử liệu 1963, tr. 31) "thuyền sơn son láng bóng, soi mặt được, tả hữu đều 25 chèo, thủy quân đều rất mạnh mẽ, cửa khoang thuyền chạm long vân, sơn đỏ, trên che đệm có đằng văn, dưới trải chiếu lác mịn màu xanh lục, lò đốt kỳ nam, hộp vàng bày cau trầu, có đủ các thứ gối tựa, ống nhổ".